# Virginia
La Virginia (abbr. Va.), ufficialmente Commonwealth of Virginia, è uno Stato federato degli Stati Uniti d'America. Trae origine da una delle Tredici colonie, che si ribellarono al dominio britannico e, dopo la guerra d'indipendenza americana, fu uno degli Stati fondatori degli Stati Uniti d'America, nel 1776.

## Storia
Fu la prima colonia inglese dell'America settentrionale. Nel 1606 la Compagnia di Londra, una associazione mercantile, ricevette dal re Giacomo I una concessione per la costituzione di insediamenti britannici nel continente. Il 13 maggio 1607 una spedizione britannica della Compagnia di Londra raggiunse la costa degli Stati Uniti, in quello che oggi è lo Stato della Virginia, con 104 uomini e tre navi (Susan Constant, Godspeed e Discovery) per costruire il primo insediamento stabile inglese nel Nuovo Mondo. La prima colonia che fondarono fu Jamestown, sul fiume James. I primi coloni erano per lo più proprietari terrieri o figli di agiati mercanti, tutti volevano arricchirsi maggiormente e velocemente.
Le condizioni climatiche e la scarsa lungimiranza negli approvvigionamenti misero a serio repentaglio la vita della colonia, tanto che nei primi tre anni di insediamento da 500 arrivarono a 60 superstiti, sopravvissuti grazie ai rifornimenti dalla madrepatria. Nel 1609 la Compagnia di Londra si diede un nuovo assetto nella Virgin Company. La colonia divenne nel 1776 uno dei tredici Stati originari degli Stati Uniti d'America. Fra il Seicento e il Settecento furono adottate le strutture sociali dell'Inghilterra, vi erano dunque: grandi proprietari terrieri, che producevano tabacco e una fiorente agricoltura, clero anglicano, dotato di prestigio e potere; piccoli braccianti, piccoli proprietari ed affittuari terrieri. Venne soprannominata "il vecchio dominio" (The Old Dominion) dal re Carlo II per la sua apparente lealtà alla monarchia inglese durante la guerra civile inglese del XVII secolo.
Il 9 giugno 1776 la Virginia proclamò la sua Dichiarazione dei diritti. Essa influenzò un numero di documenti successivi, compresa la Dichiarazione d'indipendenza degli Stati Uniti d'America (1776) e la Carta dei Diritti degli Stati Uniti d'America (1789).
Gli attuali Stati di Kentucky e Virginia Occidentale erano parte integrante della Virginia all'epoca della fondazione degli Stati Uniti d'America (25 giugno 1788), ma il primo venne ammesso negli Stati Uniti d'America come Stato autonomo nel 1792, mentre il secondo si separò dalla Virginia durante la guerra di secessione statunitense nel 1861 diventando così parte integrante dell'Unione, in contrasto con la decisione della Virginia di entrare a far parte della Confederazione.

La Virginia è nota come la Madre dei presidenti, poiché ben otto di essi sono nati in questo Stato. Cinque di questi vennero rieletti per un secondo mandato: George Washington, Thomas Jefferson, James Madison, James Monroe, e Thomas Woodrow Wilson. John Tyler, William Henry Harrison e Zachary Taylor sono gli altri tre (sia Harrison che Taylor morirono mentre erano in carica).

## Geografia

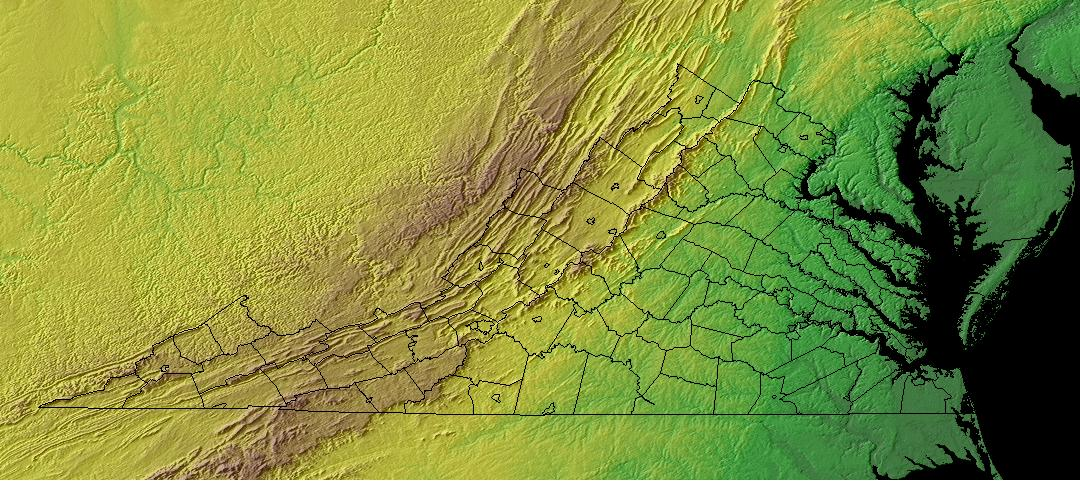
Carta topografica della Virginia

La Virginia confina con il Maryland e il Distretto di Columbia (al di là del fiume Potomac) a nord, con la Carolina del Nord e il Tennessee a sud, con il Kentucky e la Virginia Occidentale a ovest, mentre a est si apre sulla baia di Chesapeake e sull'Oceano Atlantico.
La baia di Chesapeake determina la separazione delle coste orientali dello Stato dalla penisola di Delmarva che si frappone fra queste e l'oceano. La penisola di Delmarva è infatti per buona parte territorio del Maryland (parzialmente anche del Delaware per la parte che si affaccia sull'oceano a est) tranne però che per l'ultima lunga appendice che è un exclave della Virginia, essendo un territorio completamente slegato dal resto dello Stato.
Il punto più alto dello stato è il Monte Rogers, con i suoi 1746 m.

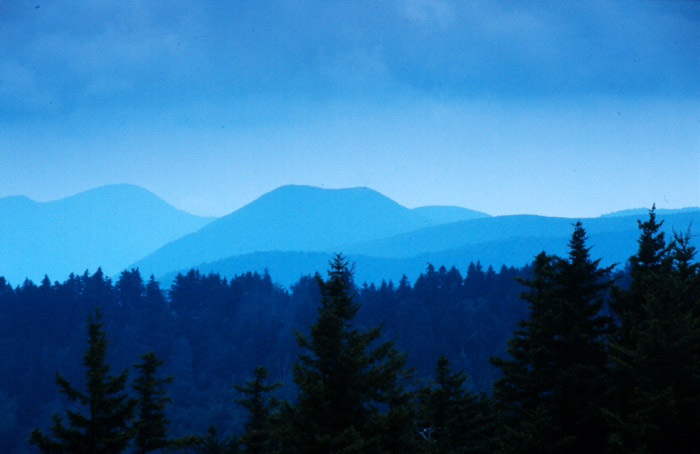
Le Blue Ridge Mountains come appaiono da lontano, con la caratteristica colorazione azzurra

Si può suddividere la Virginia in 6 regioni geograficamente omogenee:
- Monti Appalachi; tra l'altopiano degli Appalachi e l'altopiano degli Allegheny a ovest e le Blue Ridge Mountains a est. Detta anche semplicemente la regione di "Ridge and Valley " (catena montuosa e valle).
- Valle di Shenandoah; posta all'interno della precedente, ha una sua identità geografica e culturale che fa sì che si possa considerare una regione a sé.
- Blue Ridge Mountains; tra la regione dei Monti Appalachi a ovest e la regione di Piedmont a est.
- Collinare pre-montana (Foothills); tra Piedmont e Blue Ridge Mountains. Occupa le contee di Madison, Green, Albemarle e Nelson. Appena a ovest delle Carters Mountain e a nord del fiume James, ha un suo particolare microclima.

- Piedmont (pedemontana); tra le Blue Ridge Mountains a ovest e la regione di Tidewater a est.
- Tidewater (letteralmente "acqua della marea"); individua tutta la zona costiera atlantica ed è confondibile con l'area definita anche come Hampton Roads, che si riferisce più precisamente alla zona costiera del sud-est dello Stato.

La forma allungata in senso est-ovest della Virginia fa sì che l'area metropolitana del nord-est sia più vicina a New York e al New England che alle zone rurali più occidentali. D'altra parte questi territori, in particolare la contea di Lee che è la punta più a ovest, hanno ben otto capitali statali più vicine di quanto non sia la propria, vale a dire Richmond.
La Virginia ha molti territori appartenenti al Servizio Parchi Nazionali; tra questi lo Shenandoah National Park.

## Origini del nome
Viene generalmente considerato uno Stato del sud ed è uno dei quattro Stati degli Stati Uniti d'America a utilizzare la denominazione Commonwealth. Deve il suo nome alla regina d'Inghilterra Elisabetta I, che non essendosi mai sposata era conosciuta come la "regina vergine". Colonia inglese dal 1607, fu amministrata da un Consiglio governativo con sede a Londra e da un Consiglio locale fino al 1788.

## Società

### Evoluzione demografica
Nel 2010 la popolazione della Virginia era così divisa:
- Bianchi - 68,7%
- Africani - 19,4%
- Asiatici - 5,5%
  - Indiani - 1,2%
  - Cinesi - 0,7%
  - Coreani - 0,9%
  - Filippini - 0,8%
  - Vietnamiti - 0,7%
- Nativi Americani o dell'Alaska - 0,4%
- Nativi delle Hawaii e delle isole del Pacifico - 0,1%
- Di due o più etnie - 2,9%

Rispetto al totale vi sono poi:
- Ispanici - 7,9%
  - Messicani - 1,9%
  - Portoricani - 0,9%
  - Cubani - 0,2%

### Città
La città più popolosa è Virginia Beach.
Dal censimento del 2010 queste sono le prime 10 città per numero di abitanti:
1. Virginia Beach, 437.994
2. Norfolk, 242.803
3. Chesapeake, 222.209
4. Arlington, 207.627
5. Richmond, 204.214
6. Newport News, 180.719
7. Alexandria, 139.966 (area metropolitana di Washington)
8. Hampton, 137.436
9. Roanoke, 97.032
10. Portsmouth, 95.535

## Economia

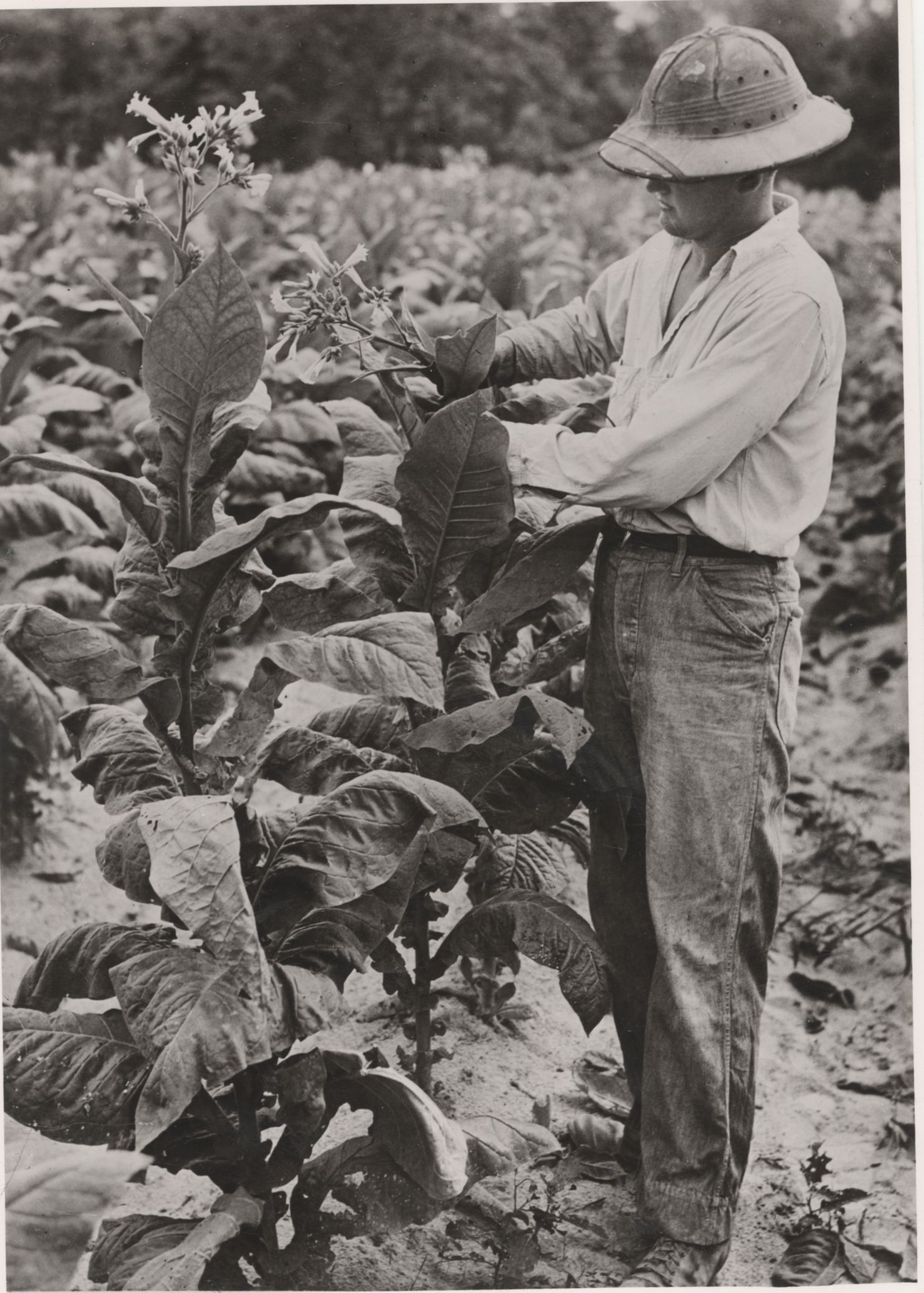
Piantagione di tabacco in Virginia nel 1962

L'economia della Virginia è principalmente basata sui servizi, infatti circa un quarto della popolazione dello stato è impiegato in quest'ultimi; importante è anche il turismo storico e ambientale, con i Monti Blue Ridge e il Sentiero degli Appalachi in testa come mete molto frequentate dai turisti; per ciò che riguarda l'agricoltura, il tabacco è un prodotto molto richiesto e coltivato ancora oggi nello Stato, così come le colture vinicole e la pesca di pesci e crostacei sulla costa è molto redditizia e praticata.

### Religione
- Cristiani - 76%
  - Protestanti - 49%
    - Battisti - 30%
    - Metodisti - 7%
    - Altri protestanti - 12%

  - Cattolici - 14%
  - Altri cristiani - 13%
- Ebrei - 1%
- Musulmani - 1%
- Altre religioni - 4%
- Non affiliati - 12%

## Sistema giudiziario e criminalità
Il sistema giudiziario della Virginia è suddiviso in quattro livelli principali: la Corte Suprema, la Corte d'Appello, i tribunali di contea e i tribunali distrettuali. La Corte Suprema, composta da un giudice capo e 6 giudici, è una corte di ultima istanza dello Stato. Il suo compito principale è revisione delle decisioni pronunciate dai tribunali inferiori, incluse le cause penali e civili.
Nel 2018 in Virginia c'erano 200 crimini violenti ogni 100.000 persone, rispetto al 380,6 per 100.000 degli interi Stati Uniti d'America. Solo nel 2018 ci sono stati 391 omicidi (17º posto tra tutti gli Stati).

## Politica
Dopo che William Mahone e il Readjuster Party persero il controllo della politica virginiana intorno al 1883, il Partito Democratico mantenne, con grandi maggioranze e per oltre 85 anni, le cariche elettive a livello statale e federale. Nel 1970 A. Linwood Holton Jr. divenne il primo governatore repubblicano della Virginia nel XX secolo.
Negli anni successivi, i repubblicani guadagnarono molte posizioni e, per un periodo, controllarono entrambe le camere dell'Assemblea generale della Virginia, come pure la carica di governatore dal 1994 al 2002, anno in cui fu eletto il democratico Mark Warner.
Dopo il democratico Ralph Northam, in carica dal 2018, nel 2021 il governatorato è tornato nelle mani dei repubblicani con la vittoria a sorpresa di Glenn Youngkin: nelle elezioni dell'anno precedente, il Partito democratico era il primo partito con un margine di oltre il 10%.
Nelle elezioni presidenziali la Virginia è stata a lungo una roccaforte repubblicana; dopo il democratico Lyndon B. Johnson, che vinse nel 1964, per 44 anni arrivò in testa il candidato repubblicano, e solo nelle elezioni presidenziali del 2008 i 13 voti elettorali della Virginia tornarono a essere democratici, vinti da Barack Obama.
Dal punto di vista giuridico-penale lo statuto della Virginia ammetteva la pena di morte per via di iniezione letale fino a febbraio 2021, quando sia il Senato sia la Camera dei Rappresentanti dello Stato hanno votato per la sua abolizione, diventata poi effettiva il 24 marzo 2021 a seguito della firma del governatore democratico Ralph Northam.

## Suddivisione amministrativa
La Virginia è suddivisa in 95 contee. Vi sono poi 38 città con amministrazione autonoma (independent cities) che dunque non dipendono da alcuna contea.

## Istituzioni federali
Nella contea di Arlington, in Virginia, ha sede sia il Pentagono (quartier generale del ministero della Difesa), sia il cimitero nazionale di Arlington (luogo di sepoltura degli eroi militari statunitensi).
Inoltre la CIA, l'agenzia di spionaggio per l'estero degli Stati Uniti d'America, responsabile dell'ottenimento e dell'analisi delle informazioni sui governi stranieri, sulle società, sugli individui e sulla segnalazione di tali informazioni ai vari rami del governo degli Stati Uniti d'America, ha la sua sede centrale nella città di Langley, vicino al fiume Potomac e alla città di Washington.